# Dominion Tower
La Dominion Tower est un gratte-ciel de 104 mètres de hauteur, construit à Norfolk en Virginie aux États-Unis en 1987.
L'immeuble comporte des bureaux sur 26 étages desservis par 10 ascenseurs.
C'est le plus haut immeuble de Norfolk et le seul gratte-ciel (immeuble d'au moins 100 mètres de hauteur) de la ville.
L'architecte est l'agence HKS.